# Josua Habermel
Josua Habermel (fl. XVI secolo) è stato un artigiano tedesco del XVI secolo.
Costruttore tedesco di strumenti scientifici, è quasi certamente da mettersi in relazione con il grande costruttore di strumenti scientifici praghese Erasmus Habermel (c. 1538-1606), ma non sappiamo quale fosse il loro eventuale grado di parentela. Documenti d’archivio indicano che fino al 1563 o poco dopo visse e lavorò a Buchholz, in Sassonia, poi a Straubing, dove costruì meridiane e altri strumenti per la corte bavarese a Monaco e per Guglielmo V di Baviera in particolare. Intorno al 1576 si stabilì a Ratisbona. Dal 1590, o prima, fu attivo a Praga, dove probabilmente lavorò nella bottega di Erasmus Habermel.
Josua Habermel costruì dischi astrologici, compendi astronomici, strumenti topografici e meridiane. Si suppone che sia morto prima del 1600.